# Alfabeto lício

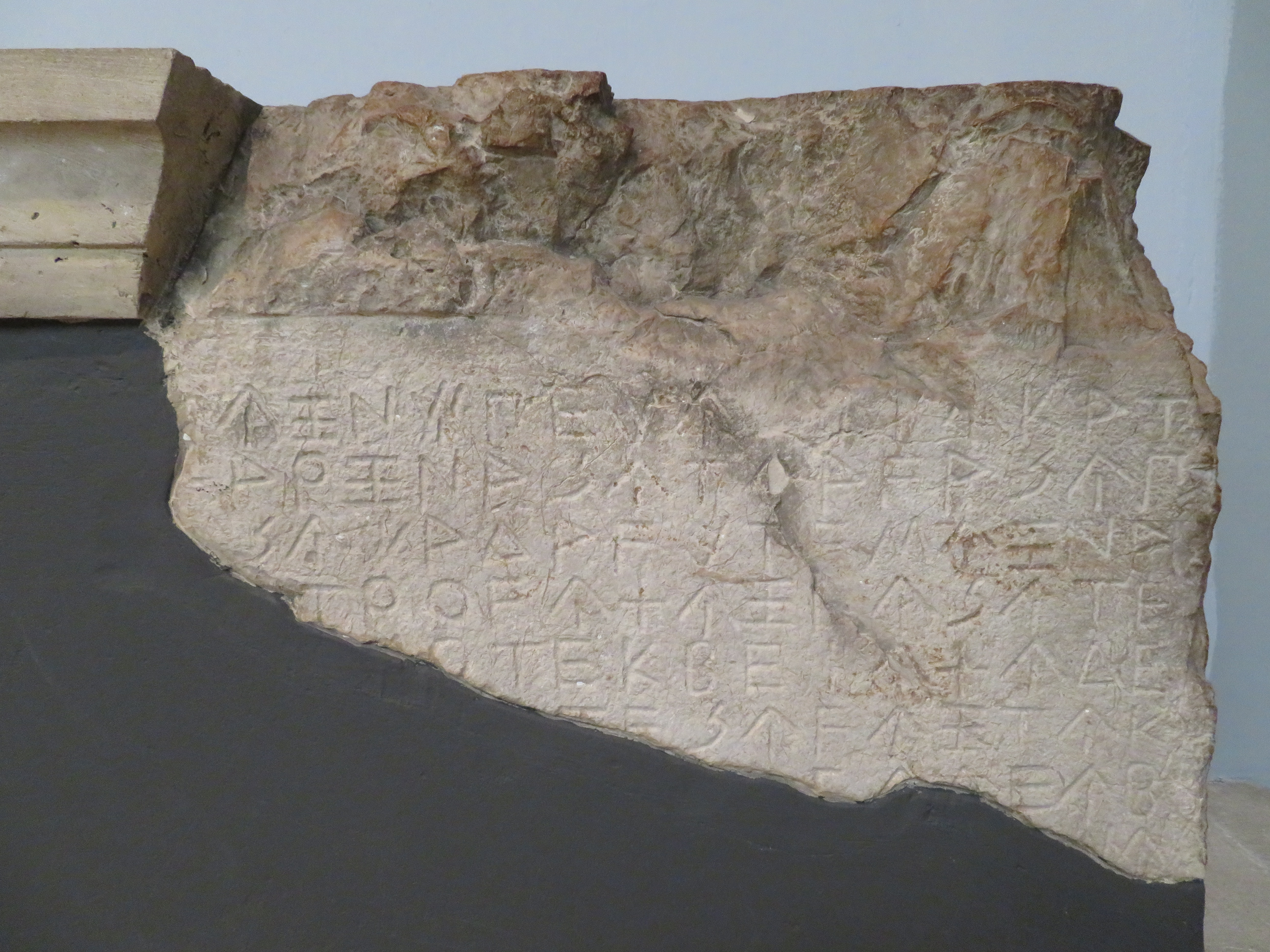
O Decreto de Pixodaro na escrita lícia

O alfabeto lício foi usado para escrever a língua lícia. Era uma extensão do alfabeto grego, com meia dúzia de letras adicionais para sons não encontrados em grego. Era em grande parte semelhante aos alfabetos lídio e frígio.

## O alfabeto
O alfabeto lício contém letras para 29 sons. Alguns sons são representados por mais de um símbolo, que é considerado uma "letra". Há seis letras vocálicas, uma para cada uma das quatro vogais orais de Lícia, e cartas separadas para duas das quatro vogais nasais. Nove das letras do Lício não parecem derivar do alfabeto grego.
| Letra Lícia | Transliteração | Som (AFI)         | Notas                                                                                                   |
| ----------- | -------------- | ----------------- | --- |
| 𐊀           | a              | [a]               | |
| 𐊂           | b              | [β]               | |
| 𐊄           | g              | [ɣ]               | |
| 𐊅           | d              | [ð]               | |
| 𐊆           | i              | [i], [ĩ]          | |
| 𐊇           | w              | [w]               | |
| 𐊈           | z              | [t͡s]              | |
| 𐊛           | h              | [h]               | |
| 𐊉           | θ              | [θ]               | |
| 𐊊           | j ou y         | [j]               | |
| 𐊋           | k              | [kʲ]              | [ɡʲ] após vogais nasais                                                                                 |
| 𐊍           | l              | [l] e [l̩]~[əl]    | |
| 𐊎           | m              | [m]               | |
| 𐊏           | n              | [n]               | |
| 𐊒           | u              | [u], [ũ]          | |
| 𐊓           | p              | [p]               | [b] após vogais nasais                                                                                  |
| 𐊔           | κ              | [k]? [kʲ]? [h(e)] | |
| 𐊕           | r              | [r] e [r̩]~[ər]    | |
| 𐊖           | s              | [s]               | |
| 𐊗           | t              | [t]               | [d] após vogais nasais. ñt é [d] assim como em 𐊑𐊗𐊁𐊎𐊒𐊜𐊍𐊆𐊅𐊀/ Ñtemuχlida do grego Δημοκλείδης/Dēmokleídēs. |
| 𐊁           | e              | [e]               | |
| 𐊙           | ã              | [ã]               | 𐊍𐊒𐊖𐊙𐊗𐊕𐊀/Lusãtra do Grego Λύσανδρος/Lúsandros.                                                           |
| 𐊚           | ẽ              | [ẽ]               | |
| 𐊐           | m̃              | [m̩], [əm], [m.]   | originalmente um possível [m] silábico, mais tarde um [m] de final de palavra                           |
| 𐊑           | ñ              | [n̩], [ən], [n.]   | originalmente um possível [n] silábico, mais tarde um [n] de final de palavra                           |
| 𐊘           | τ              | [tʷ]? [t͡ʃ]?       | |
| 𐊌           | q              | [k]               | [g] após vogais nasais                                                                                  |
| 𐊃           | β              | [k]? [kʷ]?        | vocificada após vogais nasais                                                                           |
| 𐊜           | χ              | [q]               | [ɢ] após vogais nasais                                                                                  |

De certa forma, o grego moderno se assemelha mais ao lício na ortografia do que ao grego antigo.

## Unicode
O alfabeto Lício foi adicionado ao Padrão Unicode em abril de 2008 com o lançamento da versão 5.1. Está codificado no Plano 1 (Plano Multilíngue Suplementar).
O bloco Unicode para o Lício é U+10280–U+1029F:
| Lício   | Lício | Lício | Lício | Lício | Lício | Lício | Lício | Lício | Lício | Lício | Lício | Lício | Lício | Lício | Lício | Lício |
| ------- | ----- | ----- | ----- | ----- | ----- | ----- | ----- | ----- | ----- | ----- | ----- | ----- | ----- | ----- | ----- | ----- |
|         | 0     | 1     | 2     | 3     | 4     | 5     | 6     | 7     | 8     | 9     | A     | B     | C     | D     | E     | F     |
| U+1028x | 𐊀     | 𐊁     | 𐊂     | 𐊃     | 𐊄     | 𐊅     | 𐊆     | 𐊇     | 𐊈     | 𐊉     | 𐊊     | 𐊋     | 𐊌     | 𐊍     | 𐊎     | 𐊏     |
| U+1029x | 𐊐     | 𐊑     | 𐊒     | 𐊓     | 𐊔     | 𐊕     | 𐊖     | 𐊗     | 𐊘     | 𐊙     | 𐊚     | 𐊛     | 𐊜     |       |       |       |